# Urera caracasana
Urera caracasana är en nässelväxtart som först beskrevs av Nikolaus Joseph von Jacquin, och fick sitt nu gällande namn av August Heinrich Rudolf Grisebach. Urera caracasana ingår i släktet Urera och familjen nässelväxter. Inga underarter finns listade i Catalogue of Life.